# Roodkuifkoketkolibrie
De roodkuifkoketkolibrie (Lophornis stictolophus) is een vogel uit de familie Trochilidae (kolibries).

## Verspreiding en leefgebied
Deze soort komt voor van westelijk Venezuela tot noordelijk Peru.